# Apollo–13
Az Apollo–13 az Egyesült Államok holdprogramja, az Apollo-program hetedik küldetése, egyben a harmadik leszállási kísérlet, amely azonban végül kudarcba fulladt, így a program egyetlen sikertelen küldetésévé is vált. A cél a Hold ismételt meghódítása volt, ezúttal egy új felszíni forma, a holdtengereknél idősebb felföldek meglátogatásával, azonban egy baleset alaposan megváltoztatta a küldetés menetét. A holdra szállás meghiúsult, a fő cél az űrhajósok megmentése lett.
A balesetet a kiszolgáló egység (SM) egyik oxigéntartálya elektromos rendszerének hibája okozta: egy zárlat miatt túlmelegedett a rendszer, ami végzetes nyomásnövekedéssel járt, és a tartály robbanásszerűen szabadult meg a túlnyomástól, amely egy sor további járulékos kárt okozott. Az űrhajó elvesztette oxigénkészletének jelentős részét, így nem termelődött víz és elektromos áram a berendezések működéséhez, emiatt az űrhajósok közvetlen életveszélybe kerültek. Ráadásul elveszett az űrhajó meghajtása is, miközben a hajó nem a biztonságos „szabad visszatérés pályáján” haladt. A probléma megoldását az egész holdraszállás-koncepció biztonsági tartalékának számító holdkomp készleteinek és képességeinek felhasználása jelentette.
Az Apollo–13 volt a NASA első komoly vészhelyzete, amelyben mozgósítani kellett az irányítás vészhelyzeti kapacitását. Mindez a világ közvéleményének legteljesebb nyilvánossága előtt történt.
Az expedíció legénysége Jim Lovell parancsnokból, Jack Swigert parancsnokimodul-pilótából és Fred Haise holdkomppilótából állt össze, többszöri személyzetcserét követően.

## A személyzet
| Beosztás                 | űrhajós                    | űrhajós                    |
| ------------------------ | -------------------------- | -------------------------- |
| parancsnok               | James Lovell (4) űrrepülés | James Lovell (4) űrrepülés |
| parancsnokiegység-pilóta | Jack Swigert (1) űrrepülés | Jack Swigert (1) űrrepülés |
| holdkomppilóta           | Fred Haise (1) űrrepülés   | Fred Haise (1) űrrepülés   |

### Tartalékszemélyzet
| Beosztás       | űrhajós                    | űrhajós                    |
| -------------- | -------------------------- | -------------------------- |
| parancsnok     | John Young (6) űrrepülés   | John Young (6) űrrepülés   |
| holdkomppilóta | Charles Duke (1) űrrepülés | Charles Duke (1) űrrepülés |

(2) Zárójelben a sikeres űrrepülések száma személyenként, beleértve ezt a missziót is.
Eredetileg Jack Swigert a tartaléklegénység parancsnokiegység-pilótája volt, ám az alaplegénységbe tartozó Thomas Mattinglyvel kapcsolatos egészségügyi megfontolások miatt (ld. lent) röviddel a start előtt átemelték a ténylegesen repülő legénységbe úgy, hogy helyette másik tartalékot már nem jelölt a NASA.

### Támogató személyzet
- Vance Brand
- Jack Lousma A baleset időpontjában a CAPCOM; a Capsule Commandator szerepét töltötte be; hívójele: Houston
- Bill Pogue
- Joe Kerwin

### Repülésigazgatók
- Gene Kranz (vezető) – White Team
- Glynn Lunney – Black Team
- Milt Windler – Maroon Team
- Gerry Griffin – Gold Team

## Előzmények

### A leszállóhely kiválasztása
Az Apollo–13-at a második H típusú küldetésnek szánta a NASA, azaz az űrhajósokat két, egyenként négyórás felszíni felderítésre küldhették, összesen 30 órányi holdfelszíni tartózkodási idővel. Miután az Apollo–12 bebizonyította, hogy a rendszer képes hajszálpontos leszállásokra, megkezdődhetett az igazi geológiai vizsgálati program, és a következő holdra szálláshoz a leszállóhely kiválasztásánál először kaptak főszerepet a tudományos szempontok. Egyetlen alapvető műveleti (repülésbiztonsági) szempont a holdi egyenlítő közelsége maradt.
Az Apollo–11 és Apollo–12 egyformán egy-egy mare – holdtenger – síkságon szállt le, és így gyakorlatilag azonos geológiai formációkról hozott mintákat. A geológiai kutatások soron következő célja valamilyen másfajta anyag beszerzése volt. A leszállóhelyet kiválasztó szakemberek a Fra Mauro formációt választották, amely a csillagászok szerint a Mare Imbriumot létrehozó becsapódáskor kilökődött kőzet alkotta nagyobb anyagcsomó. (A csillagászok a Mare Imbriumot kialakító becsapódást tartják az egyik legjelentősebb eseménynek a holdi fejlődéstörténetben.) A holdtenger kialakulásakor a becsapódó test mélyen kivájta a holdkérget, és akár tíz kilométer mélységből is hozhatott fel kőzetanyagot. Ez a mélységi kőzet szóródott szét a becsapódáskor, és ennek legnagyobb része alakította ki a Fra Mauro formációt. A leszállóhelyet kiválasztó bizottság egy fiatal krátert keresett ebben a térségben. Fiatal becsapódásnyomra azért volt szükség, mert az Imbrium-becsapódás óta eltelt nagyjából 3,85 milliárd év alatt a felszín elöregedett, erodálódott, és az esetleges régebbi kőzetek átalakultak. Egy fiatal, de nem túl nagy becsapódás felfedhette a por alól ezeket a kőzeteket. A megfelelő jelölt a Cone-kráter, egy kisebb, 360 méter átmérőjű, nagyon fiatal, úgy 25 millió éves becsapódásnyom lett. A Cone-kráter egy természetes mélyfúrás volt, nagyjából 4 milliárd éves kőzetek ígéretével. E kráter mellé kellett leszállnia az Apollo–13-nak.
A leszállóhely olyan fontos geológiai információkat ígért, hogy később, a leszállás elmaradása után a következő expedíciót is inkább ide küldték a számára már kijelölt új célpont helyett.

### A legénység kiválasztása

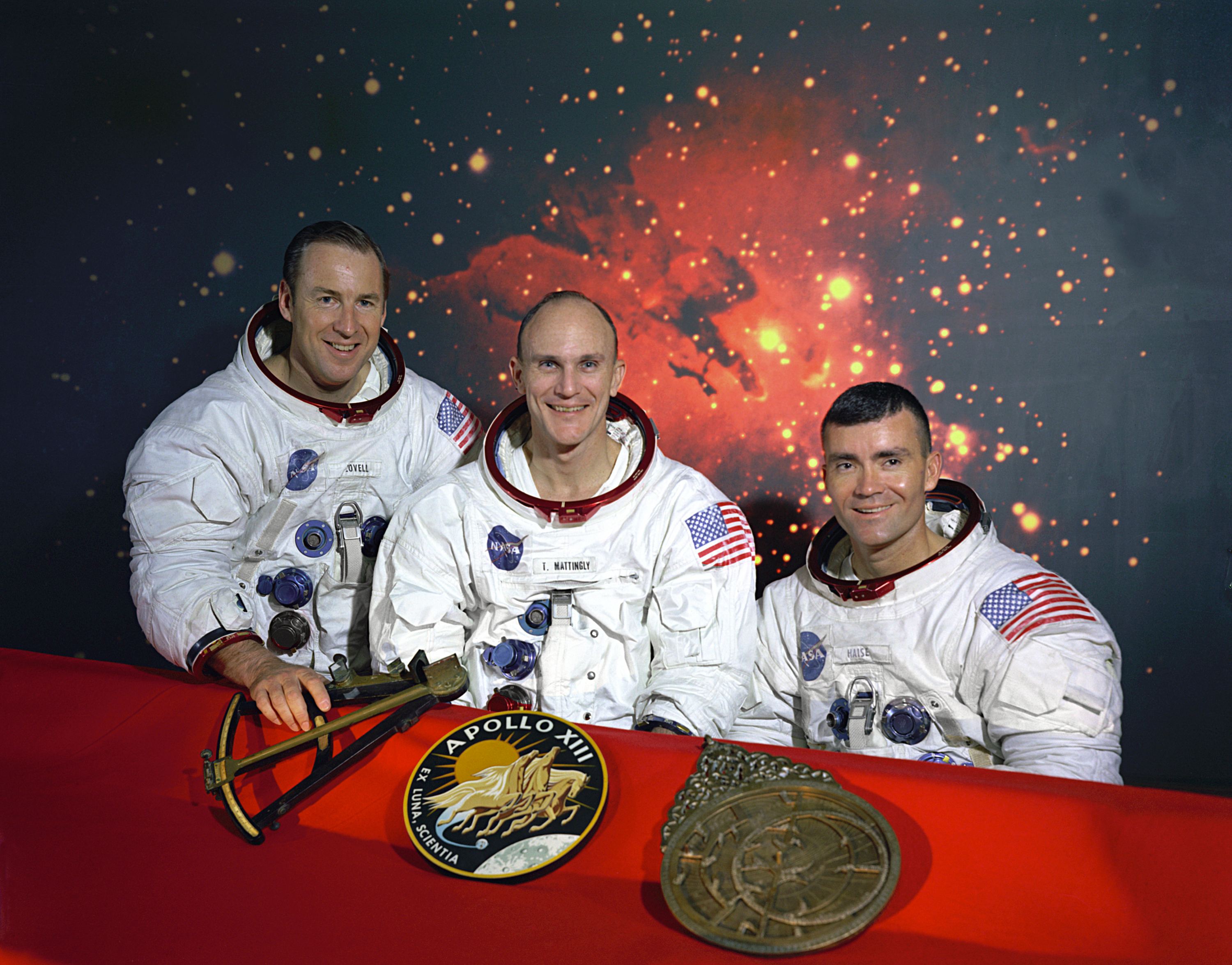
Az eredeti legénység még Mattinglyvel

Az Apollo–13 legénysége talán az egész Apollo-program legkalandosabb módon az űrbe jutott személyzete címre tarthat számot. Deke Slayton, a NASA személyzeti ügyeiért felelős vezetője (a teljes berepülőpilóta- és űrhajósállomány főnöke), még a Gemini-program kezdetekor lefektetett egy legénységjelölési sémát, egy sajátos rotációt, amelynek az volt a lényege, hogy az első repülésekre tapasztalt veteránokat jelölt, ezek mellé pedig tehetséges újoncokat, aztán ezeket körforgásszerűen jelölte az újabb repülésekre, a „tartalék jelölés – kettőt kihagysz – repülhetsz” vezérelv szerint. Ezt a rotációt az Apollo-programra is átültette Slayton, illetve az időközben helyettesévé – a NASA-n belül az űrhajós személyzetekért felelős Űrhajós Iroda vezetőjévé – kinevezett Alan Shepard. E szerint a szisztéma szerint a Gordon Cooper parancsnokból, Donn Eisele parancsnokiegység-pilótából és Edgar Mitchell holdkomppilótából felálló Apollo–10 tartalék legénység következett volna soron.

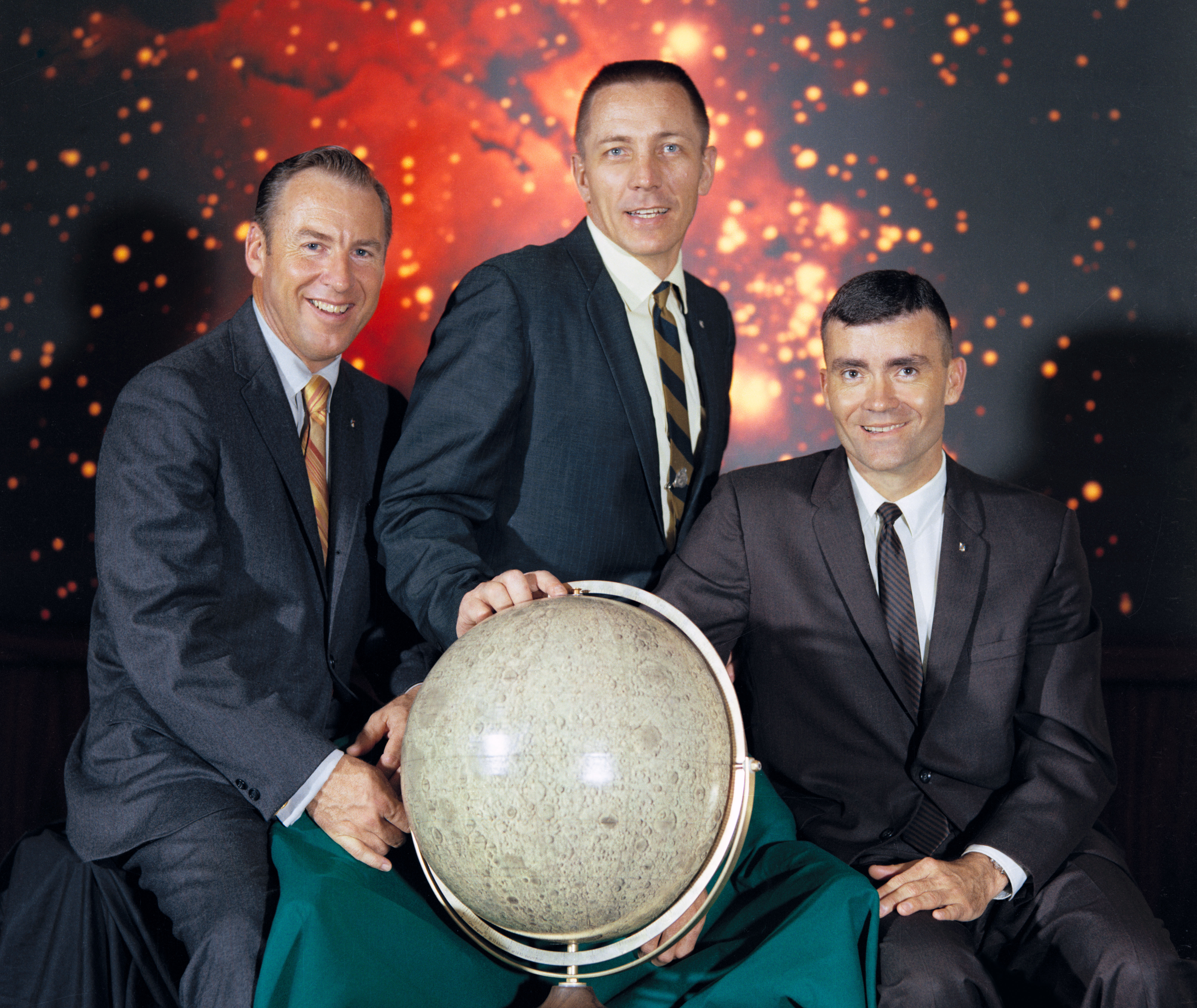
A végleges legénység Swigerttel. Az Apollo-program egyetlen hivatalos legénységi fotója, amelyen nem szkafanderben jelennek meg az űrhajósok – egy ilyen beöltözött fotóra már nem volt idő.

Slayton helyettese, Shepard az egyensúlyszervet megtámadó fülbetegsége miatt végzett csak irodai munkát, és közben mindent megtett a repülésre alkalmas státusza visszaszerzéséért, amely egy új műtéti technikával végzett beavatkozás nyomán meg is történt 1969 májusában. Shepard első dolga volt lemondani az Űrhajós Iroda vezetéséről, és beosztott űrhajósi státuszba helyeztette magát, hogy részt vehessen a holdprogramban, egyben önmagát jelölte a soron következő repülésre – az Apollo–13-ra – parancsnoknak. Slayton elfogadta ezt, elsősorban Gordon Cooper és Donn Eisele negatív publicitása okán (mindkét űrhajós életvitele eltért a NASA által az űrhajósokról kialakított médiaimázstól, a sorozatos botrányaik miatt negatív volt a megítélésük), és Shepardot jelölte meg Edgar Mitchell és az Eisele helyére beugró újonc, Stuart Allen Roosa mellett az Apollo–13 hivatalos repülő személyzetének. Azonban a NASA legfelső vezetése – egyetlenként az egész Gemini– és Apollo–program során – megvétózta Slayton döntését, és a három űrhajós felkészületlenségére hivatkozva nem hagyta jóvá a jelölést. A kényszerhelyzetet fokozta, hogy Cooper megsértődött az őt mellőzni akaró kivételezés miatt, és azonnal kilépett a NASA-ból. Az űrhivatal ezért úgy döntött, hogy az eggyel később következő Apollo–14 legénységét hozza előrébb.
Az Apollo–14 várományosai az Apollo–11 tartalékai voltak: Jim Lovell parancsnok, Fred Haise holdkomppilóta és a még az első holdra szállás előtt a NASA-tól távozó Bill Anders helyére beugró újonc parancsnoki pilóta, Ken Mattingly. Az idő tájt ez a hármas számított a NASA legképzettebb legénységének. Azonban még ez sem lehetett a végleges felállás egy betegség miatt. Charlie Duke, a tartalék holdkomppilóta, nem sokkal a start előtt kanyarófertőzést kapott az egyik rokonától, és mivel a tényleges és a tartalék legénység szoros együttműködésben dolgozott (egymást váltották a szimulátorokban, együtt tréningeztek stb.), a mindennapos érintkezés miatt bármelyik másik űrhajós is elkaphatta a fertőzést, aki nem volt immunis rá. Ez a kockázat egyedül Ken Mattinglynél merült fel. A parancsnoki egység pilótáját sorozatos vizsgálatoknak vetették alá, és bár a fertőzést nem tudták nála kimutatni, a repülőorvos mégis úgy döntött, hogy Mattinglyt le kell cserélni a tartalékra. Ez a tartalék volt Jack Swigert, aki egy héttel a repülés előtt lett a legénység hivatalos tagja.

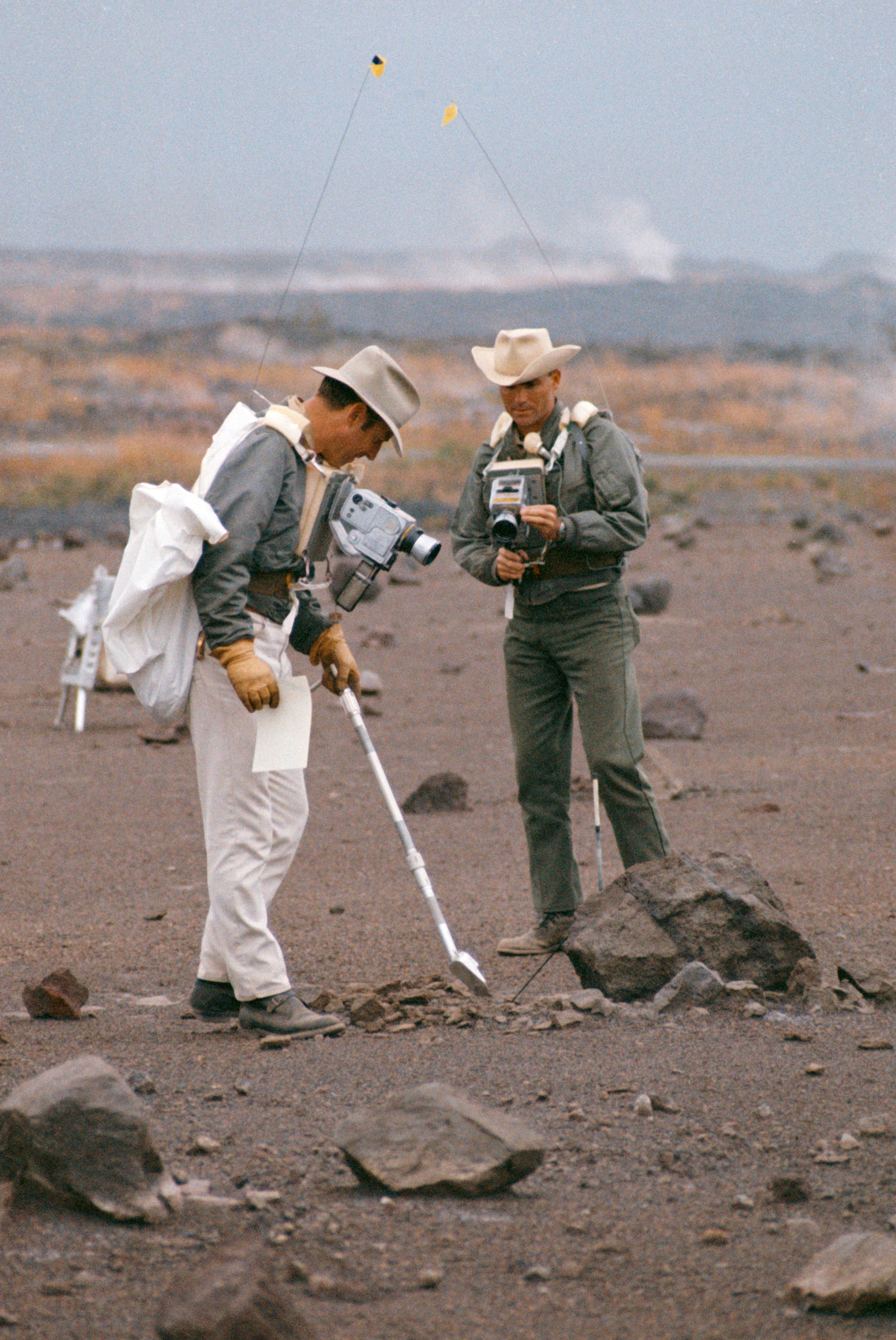
Jim Lovell és Fred Haise Hawaiin, az új típusú geológiai kiképzésen

### A geológiai kiképzés
A NASA 1970. február 5-re hívta össze az első Holdtudományi Konferenciát Houstonba, a Manned Spacecraft Centerbe (ma Johnson Spaceflight Center), amelyben az Apollo-program tudományos tevékenységének javítását, a tudósok és az űrhajósok, valamint a NASA kiszolgáló személyzete közötti kapcsolatok fejlesztését tűzték napirendre. A tudósok ezen az ülésen felhívták a figyelmet, hogy ezeken a területeken komoly hiányosságok tapasztalhatók, ezért a további kutatási programot több tekintetben is hatékonyabbá lehetne tenni. Javasolták, hogy a repülésre készülő legénységek több időt kapjanak, hogy többet ismerkedhessenek az egyes feljuttatandó műszerekkel, azok működésével és a méréseik céljaival, valamint részletesebb geológiai ismerethez is juthassanak. Az Apollo–13 legénysége már ezen javaslatok szellemében folytathatta a felkészülését.
A tudományos felkészítés fejlesztése Lovellék esetében abban mutatkozott meg, hogy sokkal több időt tölthettek külső helyszíneken geológiai tréningekkel. Az Apollo–11 tartalékaiként a legénységnek a holdra szállás műveleteit nagyjából fél évvel korábban már alkalma volt teljesen begyakorolni. Ezt a rutint csak fel kellett frissíteni. Mivel ez nem vett igénybe olyan hosszú időt, több lehetőségük maradt a tudományos felkészülésre. Közben beérett a tudósközösség egy újítási javaslata is, akik azt találták ki, hogy a geológiai oktatás ne tantermekben, kőzetmetszetekkel folyjon, hanem vigyék ki az űrhajósokat terepre, és mint az egyetemi hallgatóknak, „gyakorlati oktatást” tartson számukra egy megfelelő tanár. A programba korábban beválogatott Jack Schmitt geológus-űrhajós megnyerte egykori geológiatanárát, Lee Silvert az ügynek, így Lovellék voltak az első legénység, akik a professzor szárnyai alatt ismerkedhettek a geológiával. A Lovell–Haise páros olyan hatalmas lökést kapott ettől a módszertől, hogy teljesen beleszeretvén a geológiába, az Ex Luna, Scientia (azaz Tudomány a Holdról) mottót választották küldetésük jelmondatául, amelyet a jelvényükben is megjelentettek.

### Az expedíció jelképrendszere
A parancsnoki modul és a holdkomp rádióhívójelét – a hagyomány szerint – Lovellék választhatták ki, ugyanúgy, ahogy a küldetés jelvényét is. A jelvény fő motívuma Apollo szekere – három remek paripa, hátukon a Nappal, a holdprogramnak nevet adó napisten jelképével –, amely a Földről a Holdra tart éppen, az Apollo XIII felirat és az „Ex Luna, Scientia” latin jelmondat mellett (nyilvánvalóan emiatt a latin áthallás miatt használták Lovellék a római számokat is az expedíció jelölésénél, hiszen a hivatalos Apollo jelölések arab számmal íródtak). Az „Ex Luna, Scientia” (Tudás a Holdról vagy Tudás a Hold által) mottó egyrészt azt jelképezte, hogy ez a repülés az első teljesen a tudománynak szentelt út, másrészt utalás arra a közegre – a Haditengerészetre –, ahonnan Lovell, Mattingly és félig-meddig Haise érkezett, mivel a szervezet jelmondata teljesen hasonló: „Ex trident, scientia” (Tudásból tengeri hatalom). Érdekesség, hogy ez volt a második olyan Apollo jelvény – az Apollo–11-é mellett –, amelyben nem szerepelt a legénység neve (némileg szerencsére, mivel a Mattingly–Swigert csere így nem okozott problémát). A jelvényt Lumen Winter festőművész tervezte egy korábbi freskója alapján, amelyet a New York-i St. Regis hotel részére festett, és amelynek a lovak voltak a fő motívumai. A festményt később Tom Hanks megvásárolta és Jim Lovellnek ajándékozta (ma egy chicagói étteremben látható, amelyet Lovell fia vezet).
Az űrhajó-keresztség Lovell privilégiuma volt, és a parancsnok az Odyssey nevet adta a parancsnoki űrhajónak és az Aquarius nevet a holdkompnak. Az Odyssey egyszerűbb választás volt, egyszerűen a csengése tetszett meg Lovellnek, ráadásul az értelmező szótár meghatározása is passzolt az elkövetkező úthoz (ekkor Lovell még nem is tudta, mennyire…): hosszú utazás, amelyet a forgandó szerencse alakít. Az Aquariusszal mélyebb tartalmat célzott meg a parancsnok. Bár a közhiedelem a Hair musicalt tartja névadónak az egyik betétdal-slágerére utalva, Lovell az egyiptomi mitológia egyik istenét, Anuketet választotta (igaz római néven), aki áradást hozva elhozza a termékenységet és a tudást a Nílus-völgyébe.

- Houston, van egy problémánk.Lovell, Swigert és Jack Lousma (CAPCOM) rádióbeszélgetése

Nem tudod lejátszani a fájlt?

## A repülés

### Start

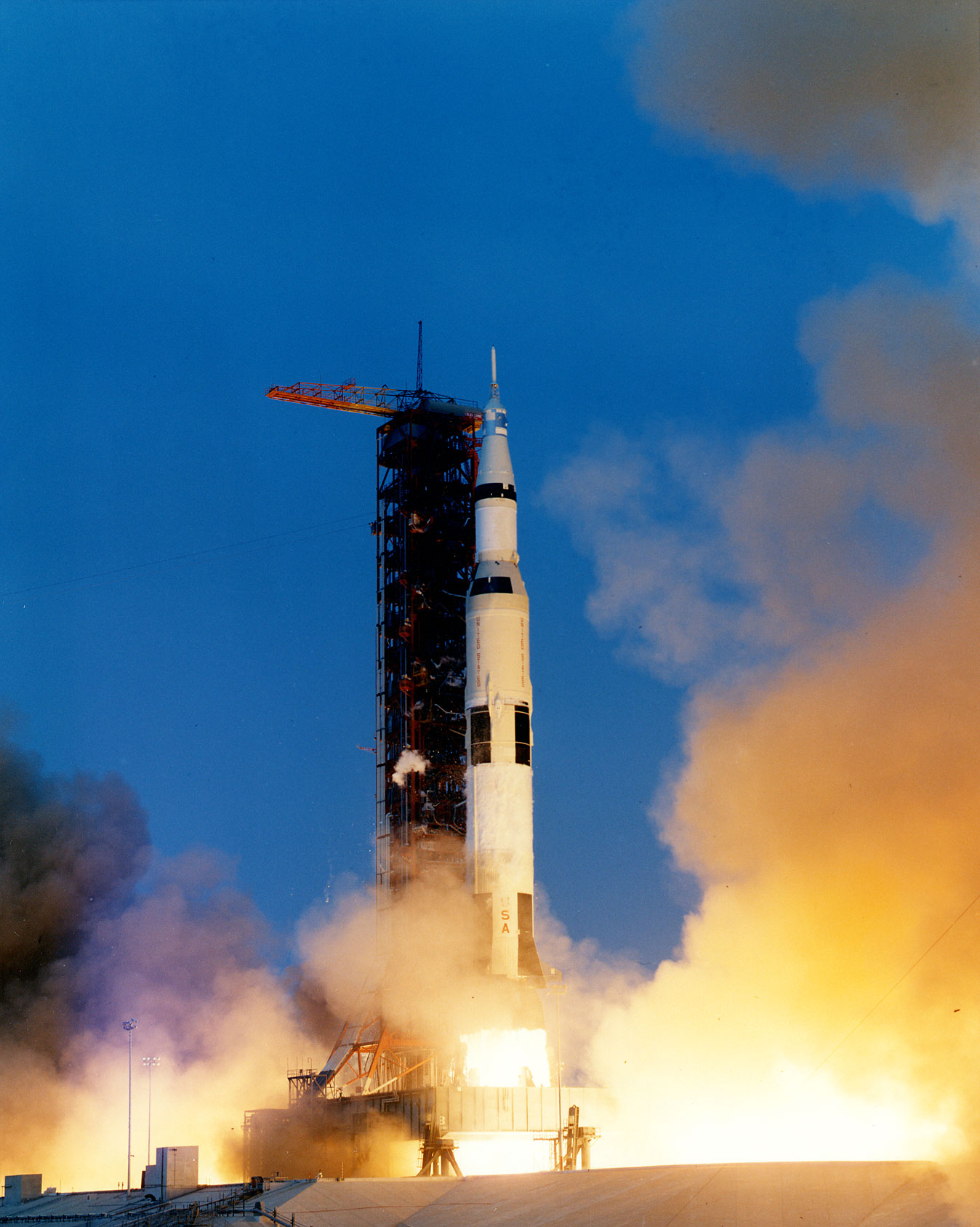
Az Apollo–13 startja

A repülés 1970. április 11-én 19:13-kor (UTC) (helyi idő szerint 13:13-kor) a Cape Canaveralen lévő 39A indítóállásból indult. A start hibátlan volt, azonban az emelkedés közben ismét előjött a Saturn V rakéta típushibája. A második fokozat gyorsította már a rakétát, amikor nagyjából négy percnyi gyorsítás után, két perccel a tervezett idő előtt leállt az S-II középső hajtóműve. A J–2 hajtóműben oszcilláló nyomásváltozások, ún. pogo-oszcilláció keletkezett, pontosan olyanok, amelyek az Apollo–6 próbarepülést sikertelenné tették. A nyomásváltozások miatt a hajtómű olyan heves rázkódást okozott, hogy hajtóműkeret 76 mm-rel elferdült (mérések szerint a vibráció 68 g erejű volt, 16 Hz frekvencián). Az irányítás úgy oldotta meg a problémát, hogy a négy megmaradt külső hajtóművet 34 másodperccel tovább működtették, majd a harmadik fokozatot is 9 másodperccel tovább hagyták gyorsítani, így a rakéta lassabban, de hosszabb ideig gyorsította az űrhajót.

### Odaút a Hold felé
A következő három napban a korábbi expedíciókhoz hasonlóan unalmas út várt az űrhajósokra, csak tévéadások szakították meg a repülés egyhangúságát. A közvélemény azonban rutinszerűnek tekintette az utat és – az űrhajósok tudtán kívül – a repülést a média teljes érdektelensége övezte. Az űrhajósok hiába tartottak több bemutatót a tv-nézőknek, egyik tv társaság sem tartotta közvetítésre érdemesnek, ezért csak az irányítóközpont munkatársai látták az űrbeli adásokat.
Az első televízió-közvetítésben a holdkomppal való összekapcsolódást és az űrhajórendszer S-IVB-ről való leválását közvetítették, mintegy 72 percben. Ezt követően az irányítás az S-IVB üzemanyag maradványát felhasználva módosított a rakétafokozat pályáján, hogy az nekiütközzön a Holdnak, amit az Apollo–12 rengésmérő műszerei érzékelhettek. Egy nap múltán újabb televízió-közvetítést adtak az űrhajósok, ezúttal a sorsdöntő pályaközi korrekciós gyújtás előkészületeit és magát a hajtóműindítást közvetítették. Ez a pályakorrekció a repülés 30:40:49-ben indult, és tervszerűen letérítette az űrhajót a „szabad visszatérés pályájáról” 96 kilométer magasságúra csökkentve a Hold körüli kezdeti pálya holdközelpontját (összehasonlításul: a szabad visszatérés pályáján érkező Apollo–11 holdközelpontja 113 km magasan volt).

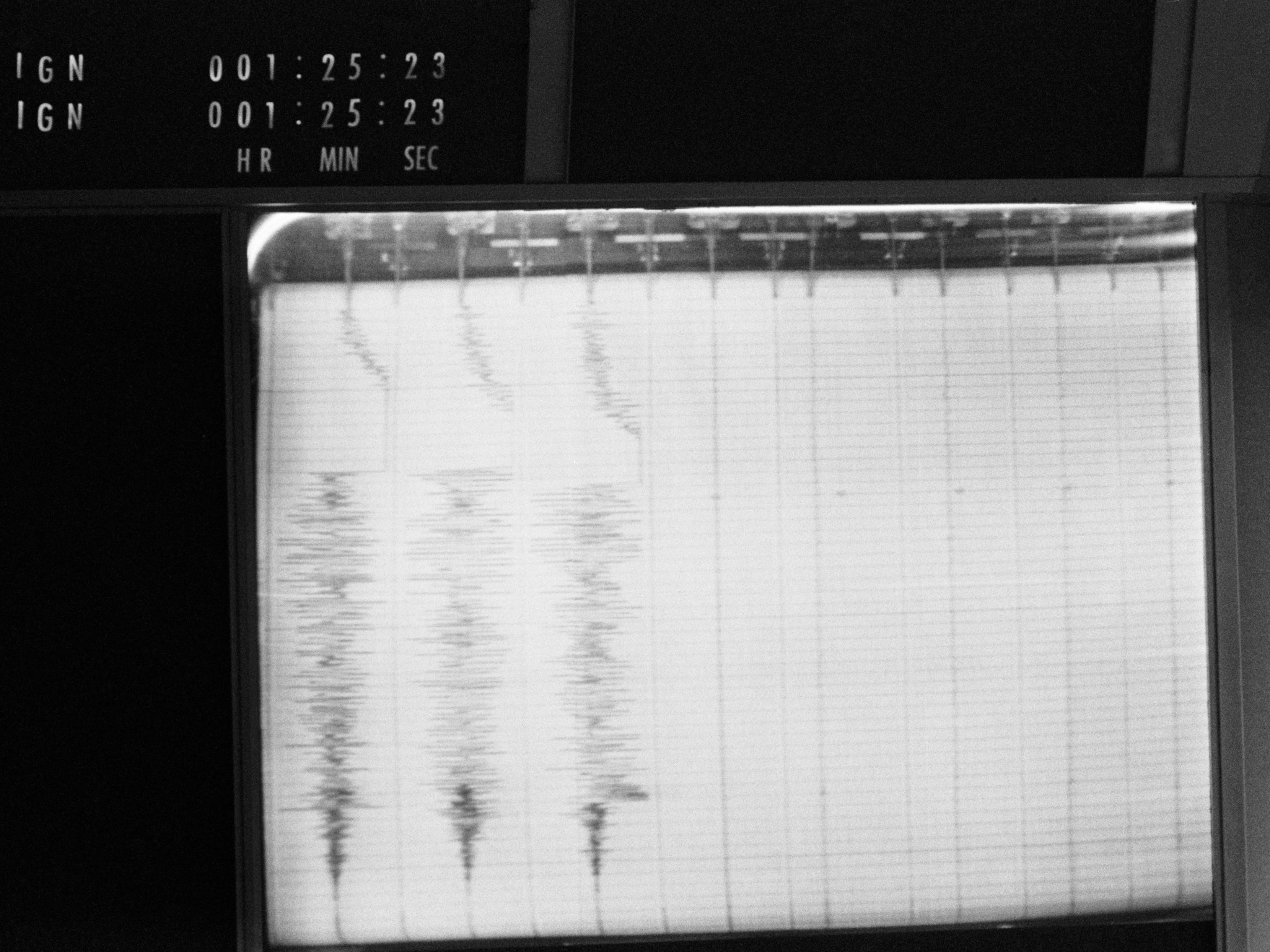
Az S-IVB becsapódásának pillanatát az Apollo–12 rengésmérői így rögzítették

A repülés 46:40:02 órájánál az irányítás a 2-es oxigéntartály mérőrendszerének kisebb hibáját érzékelte. Amikor a legénység rutinszerűen bekapcsolta a tartály tartalmát megkeverő ventilátort (a súlytalanságban a megszokottól eltérően viselkedő gáz pontos mérésére az anyagot meg kellett keverni egy tartályon belüli ventilátorral minden mérés előtt), az addigi, normálisnak mutatkozó 82 százalékos mennyiség 100% fölé ugrott. A hiba okát egy kisebb zárlatban határozták meg az irányítók, amely azonban nem befolyásolta különösebben a repülés további menetét. Egy óra múltán újra bekapcsolták a ventilátort egy újabb méréshez, és ekkor normál módon működött a rendszer.
A soron következő tévéadásra az előző adás után egy nappal, a repülés 55:14 és 55:46 között került sor, amelyben az Aquarius nevű holdkomp első életre keltését közvetítették az űrhajósok.

### Robbanás
A tévéadás után rutinfeladatok következtek. Először újra kellett indítani a hőkiegyenlítő forgást (a tévéadások ideje alatt a hajó hossztengely körüli forgatását meg kellett állítani, hogy az antenna stabilan a Földre legyen célozva), majd az irányítás egy rutinmérést kért az oxigéntartályok szintjére vonatkozóan. Ehhez a mérést végző Swigert beindította a gázt a méréshez megkeverő ventilátort. Röviddel ezután egy hatalmas dörrenés söpört végig az űrhajón és megszólalt a fő vészjelző. Swigert azonnal jelentette az irányításnak, hogy probléma támadt, amit a hitetlenkedő irányítás megismételtetett. Az ismételt jelentést immár a parancsnok Lovell adta:
„Houston, volt egy problémánk.”
A vészjelző rendszer azonban mindössze az egyik fő áramkörben észlelt feszültségesést mutatott, amiből az űrhajósok azt a következtetést vonták le, hogy nem a parancsnoki hajóból jött a zaj, hanem a holdkompból, nyilván eltalálta egy meteorit. A parancsnok átrendelte a leszállóegységben dolgozó Haise-t és lezáratta a két űrhajó közötti átjárót. A kapkodásban azonban az űrhajósok rosszul illesztették az átjáró-fedelet, így nem sikerült lezárni az alagutat. A hiábavaló lezárás egyben megmutatta, hogy nem meteorittalálat volt a zaj forrása, hisz akkor már elillant volna az oxigén, ezért a gyanú ismét a parancsnoki egység felé terelődött. Közben az irányítás is a probléma okát kereste, de mindenki műszerhibára gyanakodott, annyi rendszer kezdett el hihetetlen értékeket jelezni. A mindent eldöntő megfigyelést Lovell tette. A parancsnok kinézett az ülése melletti ablakon, és felfedezte, hogy valamilyen gáznemű anyag szökik az űrhajóból az űrbe. Haise ezután rögtön összekötötte a robbanásszerű zajt, az oxigénkiáramlást és a műszerek által mutatott áramproblémát: az oxigéntartály kilyukadt (felrobbant?), szökik belőle az oxigén, így nem jut elegendő gáz az áramtermelésre szolgáló üzemanyagcellába, amely így nem termel elegendő áramot. A felfedezés vészjósló volt, hisz az űrhajón minden árammal működött: a létfenntartó rendszer, a navigációs rendszer, a kormányrendszer, hogy csak a legfontosabbakat említsük. Az űrhajósok közvetlen életveszélybe kerültek.

## Mentőakció

### Helyzetfelmérés

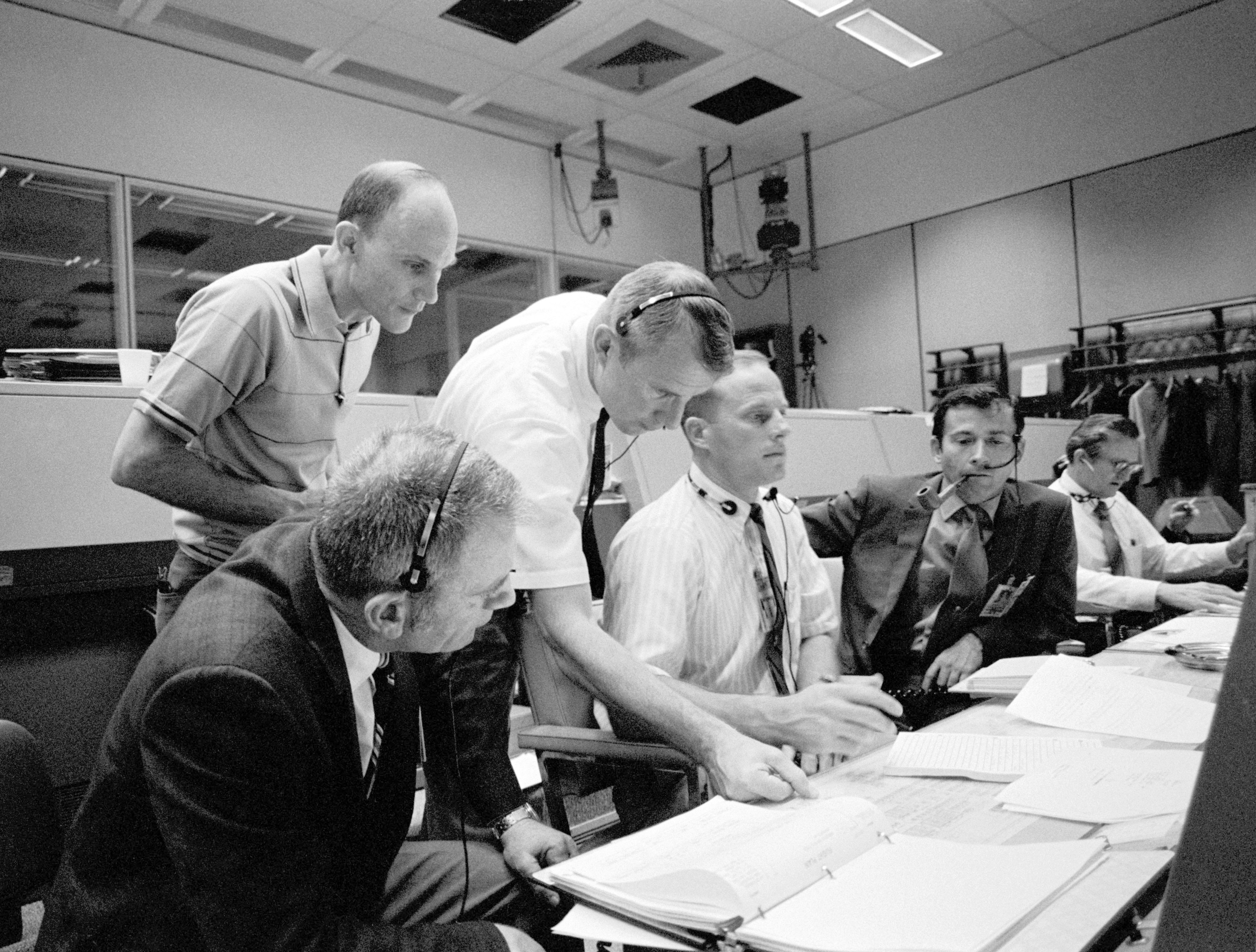
Helyzetfelmérés az irányítóközpontban a baleset után

A hiba azonosítása után egyértelművé vált, hogy nem a műszerek tévednek, valódi vészhelyzet állt elő. A szolgálatban levő Gene Kranz repülésvezető felfüggesztette az irányító személyzetek váltását, berendeltette a teljes személyzetet és elrendelte a helyzetfelmérést. A felmérés eredménye megdöbbentő volt: az űrhajósoknak alig van esélyük a túlélésre. A kulcsprobléma az áramtermelés leállása volt. Az Apollo űrhajókon az áramot üzemanyagcellával állították elő, amely oxigén és hidrogén reakciójával állított elő elektromos áramot, amely folyamat melléktermékként még vizet is eredményezett. Az oxigéntartalék elvesztése miatt az áramtermelés teljesen leállt, csak az akkumulátorokban tárolt energia maradt meg, amely mindössze néhány órára lett volna elegendő, ráadásul a „grammra kiadagolt” tartalék a visszatérés végső szakaszában, a földi légkörbelépéskor kellett. Az űrhajón gyakorlatilag minden az áramtól függött, ha nem volt áram, nem keringette a létfenntartó rendszer a légzéshez szükséges oxigént, nem működött a légkondicionálás (ami elviselhető hőfokon tartotta a kabin belső hőmérsékletét), de még a műszerfal sem mutatott semmit, hisz a műszerek is árammal működtek. A legnagyobb baj azonban a hajtóművekkel volt: úgy a főhajtómű, mint a kormányhajtóművek olyan elven működtek, hogy ha kinyitották a hajtóanyag komponensek szelepeit és keveredtek a gázok, azok öngyulladó tulajdonsága miatt a hajtóművek automatikusan beindultak, ám a szelepek nyitásához is áram kellett. A helyzet úgy festett, hogy az űrhajósok képtelenek lesznek irányítani az űrhajójukat, és mivel nem a szabad visszatérés pályáján voltak, a Földre való visszatérésük előtt komoly akadály keletkezett. A melléktermékként termelődő víz hiánya is alapvető probléma volt. Egyrészt az űrhajósok ezt itták, és mint ismeretes, az emberi szervezet rövid ideig bírja folyadék-utánpótlás nélkül, rövidebb ideig, mint amennyi az űrhajósoknak még hátra volt a hazatérésig. Másrészt az elektromos berendezések hűtéséhez is a fedélzeten termelt vízre volt szükség, enélkül a rendszerek túlmelegedésétől és egymás utáni meghibásodásától kellett tartani.
A többi létfontosságú készlettel nem volt probléma. A légzéshez szükséges oxigénből elegendő volt, ott volt a teljesen feltöltött holdkomp, sőt még az űrsétákra szánt hátizsákok is teljesen fel voltak töltve, valamint éppen a vészhelyzetekre gondolva néhány palacknyi tartalék oxigén is a fedélzeten volt. Ételből is több volt, mint elegendő.
A probléma megoldását a holdkomp jelentette. A legfőbb probléma a hazatéréshez szükséges meghajtás hiánya volt, a holdkompnak viszont volt egy működőképes hajtóműve, teljesen feltöltött akkumulátorokkal, oxigén- és vízkészlettel bírt. Meg is született a mindent eldöntő döntés: az űrhajósoknak át kell költözniük az Aquariusba, a parancsnoki modul rendszereit pedig minél előbb teljesen le kell állítaniuk. Ehhez a holdkomp számítógépébe át kellett vinni a navigációs adatokat, hogy az vehesse át a parancsnoki egység navigációs rendszerének a szerepét. Erre a műveletre összesen 15 perce volt a legénységnek.
Az irányítás feladata is teljesen átalakult. A korábbi vészhelyzeti szimulációkra támaszkodva össze kellett állítani a hazatérés forgatókönyvét, és annak alapján ki kellett dolgozni az elvégzendő műveletek részleteit, műveleti leírásait. Ez a normál munkamenetben több hetes tevékenység volt, a baleset miatt azonban csak órák, legjobb esetben egy-két nap állt rendelkezésre. Ennek érdekében a teljes személyzetet berendelték a NASA-nál, de még a gyártóüzemekben is, és 24 órás műszakokban dolgozott mindenki megállás nélkül a problémák megoldásán.

### Létfontosságú pályakorrekciók
A legelső feladat az űrhajók helyzetének stabilizálása volt. A baleset után a kiáramló gáz tolóerőt is kifejtett és eltérítette az űrhajót a korábbi stabil helyzetétől, ezen kívül a stabilizálást megkísérelte a parancsnoki modul számítógépe is a kis kormányhajtóművekkel, ám az áramkimaradások miatt a kormányrendszer nem működött tökéletesen, így nem is volt képes megfelelően stabilizálni az űrhajórendszert. Az összekapcsolódott űrhajók tehát a különböző tengelyek mentén himbálózó mozgást végeztek. A parancsnoki modul leállításával az össze-vissza működő kormányrendszert is deaktiválták, a stabilizálást a holdkomp hasonló kormányrendszerével kellett elvégezni. Ilyen műveletet még a szimulátorban sem modelleztek – legalábbis a Lovell-legénység nem –, ezért a parancsnoknak előbb „meg kellett tanulnia repülni az új konfigurációban”. A nehézséget az okozta, hogy nem ilyen konfigurációra tervezték a holdkomp rendszereit, az űrhajórendszer tömegközéppontja nem a kormányzást végző holdkompban, hanem a hatalmas parancsnoki űrhajóban volt, és a kormányparancsokat kizárólag manuálisan lehetett elvégezni, a komputerben nem volt megfelelő program rá. Még a hőkiegyenlítő – az űrhajós-szlengben „barbecue üzemmódnak” nevezett – forgást is kézzel kellett a parancsnoknak elvégeznie, nagyjából óránként 90°-ot fordítva az űrhajó hossztengelye körül.
A legfontosabb feladat a szabad visszatérés pályájára való visszatérés volt. Erre amiatt volt szükség, mert az SPS kiesésével nem állt rendelkezésre olyan elegendő erejű hajtómű, amely közvetlenül hazahozhatta volna az űrhajót, vagy komolyabb pályakorrekciókra lett volna alkalmas. Az SPS-re azért nem lehetett építeni, mert – a szelepek nyitásához szükséges áram hiánya mellett – a robbanás miatt úgy gondolta az irányítás, hogy a műszaki egység szerkezeti sérüléseket szenvedhetett és a hajtómű beindítása újabb robbanáshoz, vagy a szerkezet széteséséhez vezethet. Ezért mindenképpen arra volt szükség, hogy az égi mechanika törvényszerűségei irányítsák haza – energiamentes pályán – az űrhajót. Ezen kívül minél korábban megtörtént egy-egy pályamódosítás, az annál kisebb energiabefektetéssel volt képes a végeredményt tekintve nagyobb célpont-módosítást teljesíteni, azaz minél hamarabb tértek vissza a Földet célkeresztbe állító pályára, annál kevesebb üzemanyag-felhasználással lehetett kivitelezni a manővert. A mentés első pályamanővere 61:29:43-nál következett be, amikor a holdkomp leszálló hajtóművének 34,2 másodperces beindításával az űrhajót visszatérítették a szabad visszatérés pályájára.
A szabad visszatérés pályájának elérése után 15,5 óráig nem történt különösebb esemény. Az Apollo–13 ekkor aztán elérte a Holdat és berepült mögé, ezzel megszűnt a rádiókapcsolat az égitest árnyékolás miatt. A túloldal mögül előbukkanva egy második pályakorrekció vált szükségessé. Erre azért volt szükség, hogy pontosan meghatározzák a visszaérkezés helyét és a lehető legjobban lerövidítsék a haza utat, mivel nyilvánvaló volt, hogy a mentőcsónakként szolgáló holdkomp készletei nagyon korlátozottak voltak. Az optimális megoldás egy atlanti-óceáni leszállás lett volna (ez még 56 órányi repülést jelentett volna), az ideális megoldás a Csendes-óceán volt, hisz ott állomásozott elegendő mentőkapacitás, a Haditengerészet hajóit nehéz lett volna máshová átdobni ilyen rövid idő alatt. Emiatt a holdkomp hajtóművének újabb 263,8 másodperces beindításával becélozták a Csendes-óceánt, és 65 órányira rövidítették a hazaút idejét.
A legkülönlegesebb pályaközi korrekcióra 105:18:42-nél került sor. Ekkor már érvényben volt a szigorú áramtakarékosság, és sem a parancsnoki modul, sem a holdkomp navigációs komputere nem üzemelt már, és az űrhajósoknak manuálisan kellett elvégezni a manővert. Erre a hajtóműgyújtásra azért volt szükség, mert az előző korrekciók kumulált navigációs hibái azt eredményezték, hogy a légkörbelépés szöge kívül esett a szükséges limiten (a légkört 2° pontossággal kellett eltalálni, mert ha túl laposan érkezett volna az űrhajó, lepattant volna a légkörről, mint a kacsázó kavics, és továbblendült volna az űrbe leszállás helyett, ha pedig túl meredeken, akkor a légellenállás darabokra törte volna az űrhajót). A manuális gyújtás mellett az irány beállítása is komoly problémát jelentett, mivel az űrhajósok az őket a repülés során végig követő robbanási törmelék miatt nem tudták pontosan meghatározni a helyzetüket. Erre még a Hold mögé repülés előtt kidolgozott az irányítás egy metódust, a Napot és a Földet, a két biztosan látható égitestet kell használni referenciaként a manőverek irányának beállításához. A 14 másodperces hajtóműgyújtás során Lovell indította és állította le a hajtóművet, illetve a „fel és le irányokban” kormányzott, Haise volt a „jobbra-balra” irányok kormányosa, míg Swigert az időzítést végezte. A manőver a furcsa körülmények ellenére tökéletesen sikerült.

### Áramtakarékosság
A hibaanalízis az elektromos áramot állította a középpontba, mint a repülés baleset utáni részének legkritikusabb elemét. A parancsnoki egységet teljesen le kellett állítani, hogy az akkumulátorokban meglevő áram megmaradjon a légkörbelépés idejére. Viszont a holdkomp sem rendelkezett elegendő energiatartalékkal a teljes hazaútra. A leszállóegység energia-háztartását úgy tervezték, hogy az a holdfelszíni tevékenység nagyjából 30 órájára, valamint a leszállás és a felszállás időtartamára legyen megfelelő. Ezzel szemben a legrövidebb hazaút is közel duplája, míg a végül kiválasztott pálya több mint duplája időszükségletű volt. Ahhoz, hogy hazaérjenek az űrhajósok, a holdkompban is áramtakarékossági intézkedéseket kellett foganatosítani, a lehető legtöbb – nem létfontosságú – rendszert le kellett kapcsolni. A helyzet olyan súlyos volt, hogy egy sor valóban másodlagos fogyasztó mellett olyanokat is le kellett kapcsolni, mint például a navigációs komputer. A takarékosság másodlagos hatása az volt, hogy a lekapcsolt fogyasztók nem termeltek hőt, ezért nem fűtötte szinte semmi sem a kabint, a hőmérséklet pedig fagypont közelébe csökkent. Cserébe viszont kevesebb hűtővíz kellett, így néhány liter jutott a személyzetnek az ivásra is. A baleset pillanatában nagyjából 150 liternyi vízkészlet volt, amelyet természetesen eltároltak, ebből fejenként napi 3 deciliternyi jutott ivásra a takarékossági intézkedések bevezetését követően, a többit a megmaradt rendszerek hűtésre használták, igaz a számítások szerint 3 órával a leszállás előtt így is kifogyott a hűtővízkészlet.

### További problémák

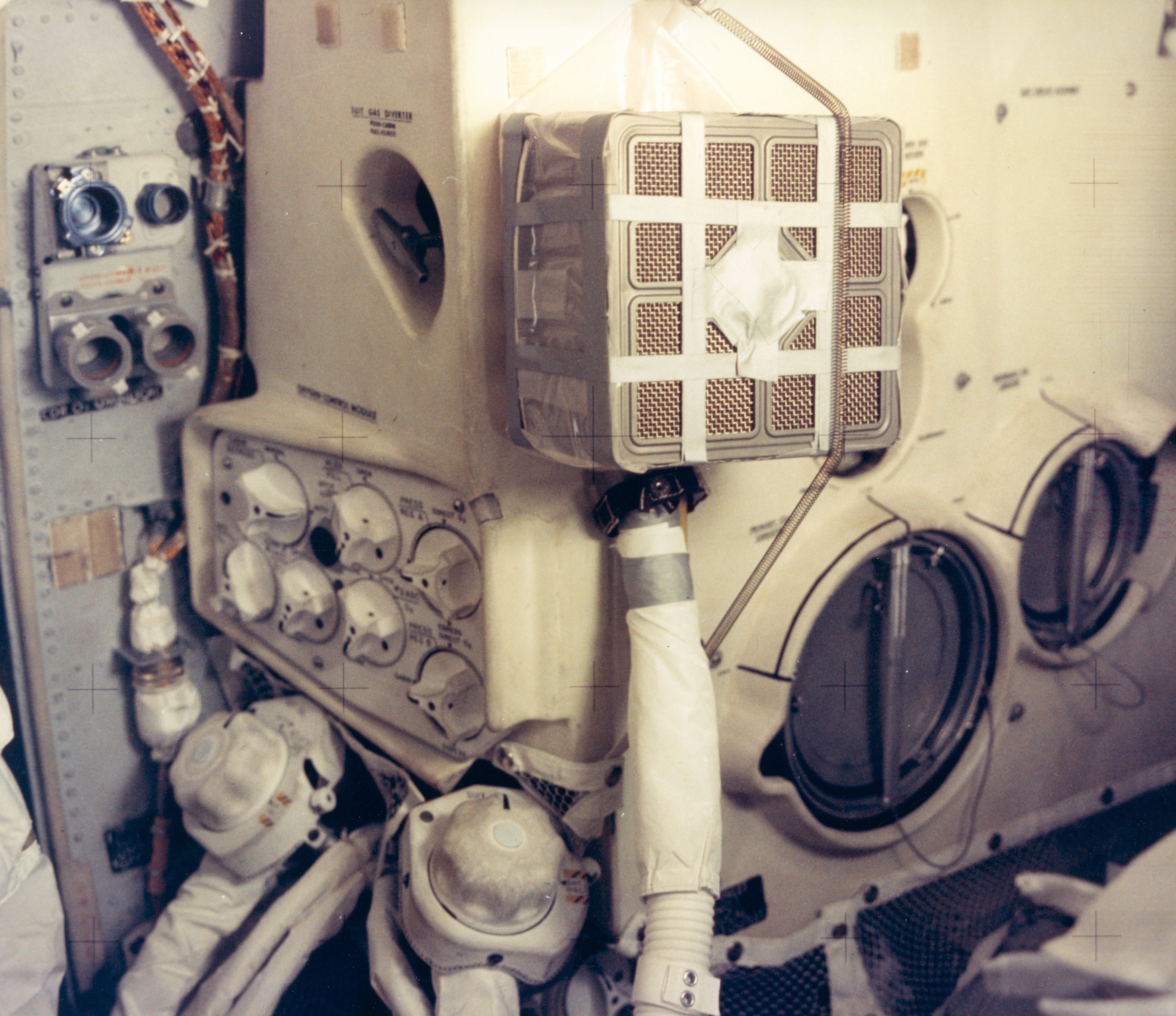
A házilag készített szén-dioxidszűrő a holdkompban…

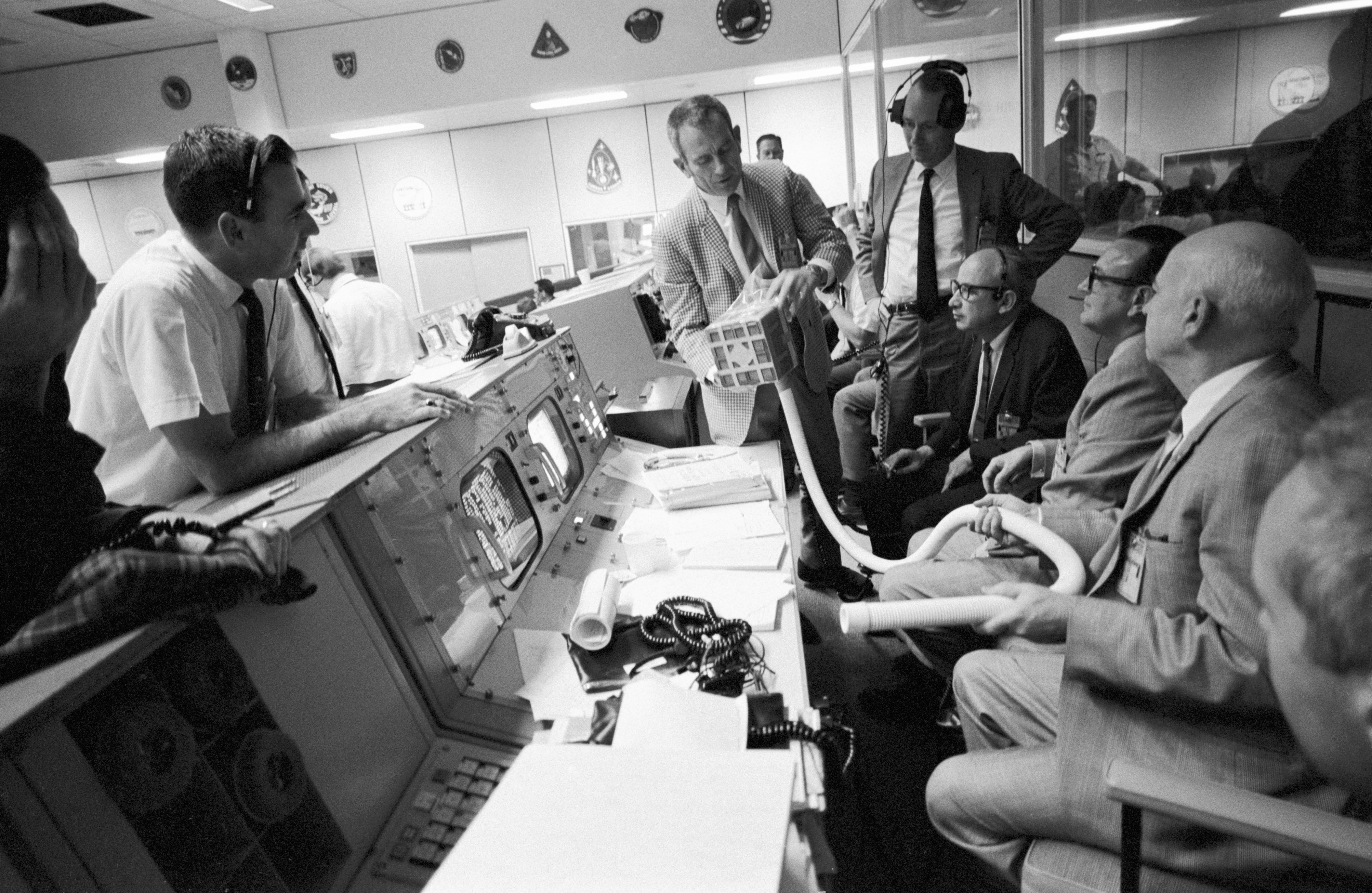
…és ugyanaz még az irányítóközpontban, miután a mérnökök „összerögtönözték”

A nehézségeket tetézte, hogy Fred Haise megbetegedett. A holdkomppilóta egy magas lázzal járó húgyúti fertőzést kapott. Történt ugyanis, hogy az irányítás a mentőakció kezdetén utasította az űrhajósokat, hogy ne ürítsenek semmit az űrbe. Ez elsősorban a vizeletre vonatkozott, mivel az Apollo–13 „pissoirja” egy közvetlenül az űrbe vezető cső volt (természetesen szelepekkel), és amikor valamelyik űrhajós vizelt, a vizeletet kipermetezték az űrbe, ahol az azonnal megfagyott. Két pályamódosítás között a megfagyott cseppek felhőként az űrhajó mellett maradtak. Az irányítás attól tartott, hogy ilyen módon a kifelé ürített anyag a földi radarészlelést megzavarhatja. Az űrhajósoknak tehát tárolni kellett a vizeletet. Erre felhasználták az űrruhába épített vizeletzacskókat is, amelyek azonban nem voltak tökéletesek, valahol mindig volt szivárgás, így a legnagyobb igyekezet óráiban az űrhajósok vizelet áztatta ruhákban voltak. Ennek egyenes következménye volt Haise fertőzése. A láz és az azt kísérő levertség, hidegrázás nagyban akadályozta Haise-t a normális munkavégzésben.
További problémát jelentett a holdkomp extrém túlterhelése is, különösen a kabin légszűrése tekintetében. Az űrhajósok légzése által termelt szén-dioxidot lítium-hidroxid szűrőkkel semlegesítették, azonban a szűrők kapacitását két ember 30 órányi igényeire kalibrálták, ezzel szemben három ember 70 órányi igényeivel terhelték meg. Egy bizonyos idő után a szűrők telítődtek, és a tartalék szűrők a holdkomp leszállófokozatának tárolóiban, a repülés közben elérhetetlen helyen voltak. A kabinlégkör szén-dioxid szintje meredeken emelkedni kezdett. Logikus lépés lett volna a parancsnoki modul felhasználatlan szűrőit használni, azonban a rendszer integráltsági foka nem volt ilyen magas, a két azonos rendeltetésű berendezés szűrői nem voltak csereszabatosak. Az irányítás készült a problémára, és a fedélzeten megtalálható anyagokból egy olyan ideiglenes szűrőházat fabrikáltak, amellyel a parancsnoki modul négyszögletes szűrőit be lehetett kötni a kerek szűrőt használó holdkomp rendszerébe. Ezzel a találmánnyal az űrhajósok megmenekültek a fulladástól.
A folyamatos vízhiány kiszáradáshoz is vezetett az űrhajósok szervezetében, ami korábbi orvosi kísérletek szerint hibákra késztette az emberi agyat. Ezért a mentőakció végső fázisában ahhoz a módszerhez folyamodott az Apollo-csapat, hogy az irányítás „kézen fogja” az űrhajósokat, és a kritikus műveleteket úgy végzik el, hogy mindent, amit az űrhajós elvégzett – egy-egy kapcsoló átállítása, vagy később, a komputer felélesztése után egy-egy adat bevitele – hangosan bemondta a rádióba, és az irányítás ügyelt, nehogy rossz művelet kerüljön végrehajtásra a fáradtság vagy a kiszáradás miatt.

### Hazatérés

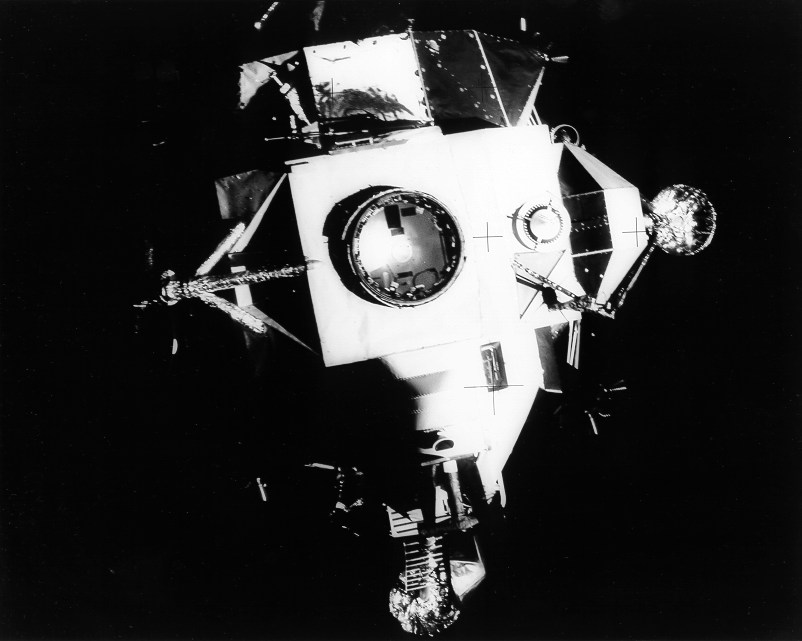
Ég veled, Aquarius! És köszönjük! – búcsú a mentőcsónaknak használt, hazatérésre alkalmatlan holdkomptól

A sok probléma ellenére az Apollo–13 végül visszajutott a Földig. Mintegy 10 órával a tervezett leszállás előtt az űrhajósok visszakapcsolhatták a holdkomp vezérlő számítógépét, majd a csillagokra tájolt navigációs rendszer kalibrációja is megtörtént, ezzel párhuzamosan az űrhajósok leállították a manuális hőkiegyenlítő forgást. A megfelelő légkörbelépéshez egy utolsó pályakorrekcióra volt szükség. Eközben elfogyott az Aquarius hűtővízkészlete a rendszerek visszakapcsolása következtében megnövekedett hűtési szükséglet miatt. Ez azonban nem okozott különösebb problémát, egy az Apollo–11-en végzett kísérlet során az Eagle bekapcsolt rendszerei 8 órán át bírták hűtés nélkül, az Aquarius is hasonlóan jól bírta az utolsó órákat.
Négy és fél órával azelőtt, hogy beléptek a légkörbe, az űrhajósok engedélyt kaptak a sérült műszaki egység leválasztására. Lovell és Haise a holdkompban, Swigert pedig a parancsnoki hajó ablakain át figyelte, ahogy a lassan arrébb sodródó hengeres űrhajótest a látómezejükbe úszik. Lovell hálás volt a sorsnak, hogy nem láthatta korábban a műszaki egységet, olyan megdöbbentő volt a sérülés. Az űrhajó egyik oldalpanele teljesen hiányzott, a vezetékek, tartályok pedig kusza gubancként lógtak ki belőle. Az űrhajósok fényképeken dokumentálták a sérülést. Következő műveletként, mintegy 2,5 órával a tervezett leszállást megelőzően, felélesztették az űrhajósok az Odyssey rendszereit, az akkumulátorokban megmaradt energiára támaszkodva. Mivel az áram nem lett volna elég az utolsó pillanatig, ezért egy tápvezeték megfordításával kinyerték a holdkomp akkuiban megmaradt energiát is, így pótolva a hiányt. A „mentőcsónak-holdkomp” még közel másfél óráig maradt velük, ezt követően leválasztották azt is. Az űrhajósok hallgatagon bámultak az űrhajó után, csak Swigert jelentette a leválás tényét, mire a Capcom ezzel búcsúzott a hatalmas szolgálatot tett kis űrhajótól:
„Ég veled Aquarius! És köszönjük!”
A holdkompnak nem lévén hőpajzsa, egy része elégett a légkör sűrűbb rétegeibe érve, nagyobb darabjai azonban túlélték a légköri repülést és Új-Zéland és Szamoa között a tengerbe zuhantak. A későbbi adatkiértékelések szerint a holdkomp akkuiban a leválasztás pillanatában még mindig 4,5 órára elegendő elektromos energia maradt. A légkörbelépés legutolsó izgalmát a rádióadás tervezettnél későbbi visszatérése okozta. (Az Apollo-program idején az űrhajók körül a légkörön való áttörés okozta súrlódás ionizálta a levegőt, amelyen nem tudtak keresztülhatolni a rádióhullámok, ez minden hazatérő holdűrhajónál nagyjából három-négy perces rádiócsendet okozott, amíg nem lassult az űrhajó és csökkent körülötte az ionizáció. Az Apollo–13-nál a rádiócsend közel hat percig – az ideálistól kissé laposabb, ezáltal hosszabb légköri szakasz miatt a számítottnál 1 perc 27 másodperccel tovább – tartott. Nem sokkal később rendben kinyíltak az ejtőernyők, majd tökéletes leszállást hajtottak végre Lovellék. Az űrhajó a Csendes-óceán vizére szállt le, 1,8 kilométerre a kijelölt leszállási ponttól, 6,3 kilométerre a kiemelésre kirendelt USS Iwo Jima hordozótól. A meggyötört űrhajósok 45 perc múlva a hajó fedélzetén álltak.

## Kivizsgálás
A kivizsgálás megállapításai:

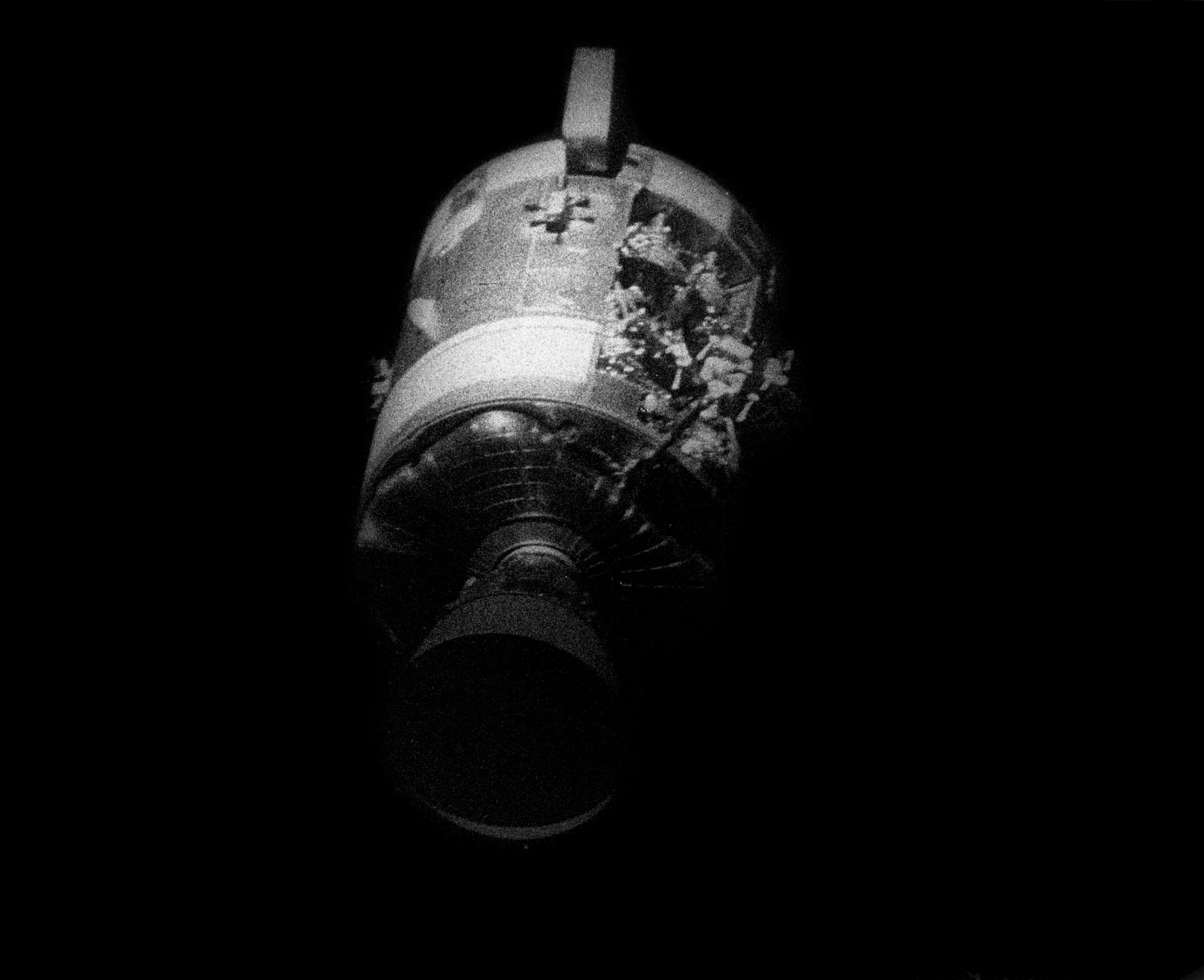
A sérült műszaki egység a leválasztást követően, oldalán a sérüléssel

- A parancsnoki űrhajó elektromos rendszerét még a tervezés fázisában, 1965-ben 28 voltosról 65 voltosra alakították át, amely az összes elektromos berendezés átalakítását vonta maga után, azonban az oxigéntartály szintjének méréséhez használt, egy keringető ventilátort, egy megfelelő hőmérsékletet előállító fűtőelemet és egy túlmelegedést megakadályozó hőérzékelőt tartalmazó egység hőérzékelő részegységének áttervezését elmulasztották.
- A CSM–109 jelű parancsnoki űrhajóba egy, az Apollo–10 Charlie Brown parancsnoki egysége építésekor megsérült oxigéntartályt építettek be. A tartályt az első beépítéskor 5 cm-ről leejtették, de az egész Apollo-programot végigkísérő súlytakarékosság miatt minden elemet gyengére építettek, így ezt a tartályt is, amely ekkor behorpadt. Viszont később ezt az alkatrészt kijavították és az Odyssey építésekor használták fel. A javítás azonban nem sikerül tökéletesen, egy teszt során, amikor a teljes összeépített Apollo–13 űrhajórendszer már a 39A indítóálláson állt, nem sikerült leereszteni a tartályt. A tartály leeresztéséhez melegítést alkalmaztak, hogy a megnövelt nyomás miatt hatékonyabban távozhasson a gáz a tartályból, ám a nem megfelelő hőérzékelő ekkor zárlatot kaphatott, engedve túlmelegedni a rendszert, ami miatt az egyik tartálybeli vezeték szigetelése megsérült. Miután a tartály leengedése végül sikerült, mindenki – beleértve Jim Lovellt és Ken Mattinglyt, a parancsnoki egységért felelős űrhajósokat is – egyszeri, átmeneti hibának minősítette az esetet, nem mervén felvállalni, hogy a rakétát visszavontassák a szerelőcsarnokba, leszereljék róla az űrhajót és kicseréljék benne a filléres alkatrészeket, amely több hónapos csúszást eredményezett volna.
- A nem megfelelő feszültségű, sérült szigetelésű rendszerbe vezetett áram zárlatot okozott, amely túlmelegítette a keringető ventilátor motorjának sérült vezetékét (amelynek szigetelése mindannyiszor kissé tovább olvadt, ahányszor rákapcsolták az áramot egy-egy méréshez), amely így fűtőszálként kezdett működni a tartályban. A keletkező hő extrém módon megnövelte a tartályban levő gáz nyomását, amely végül kihasította a tartály falát (megsértve a szomszédos másik tartályt is) és robbanásszerűen távozott.
- Az Apollo–13 sikertelen, de szerencsés végkimenetelű küldetése bebizonyította, hogy még az ilyen rossz technikai körülmények közé került űrhajót is biztonságban vissza lehet juttatni a Földre.

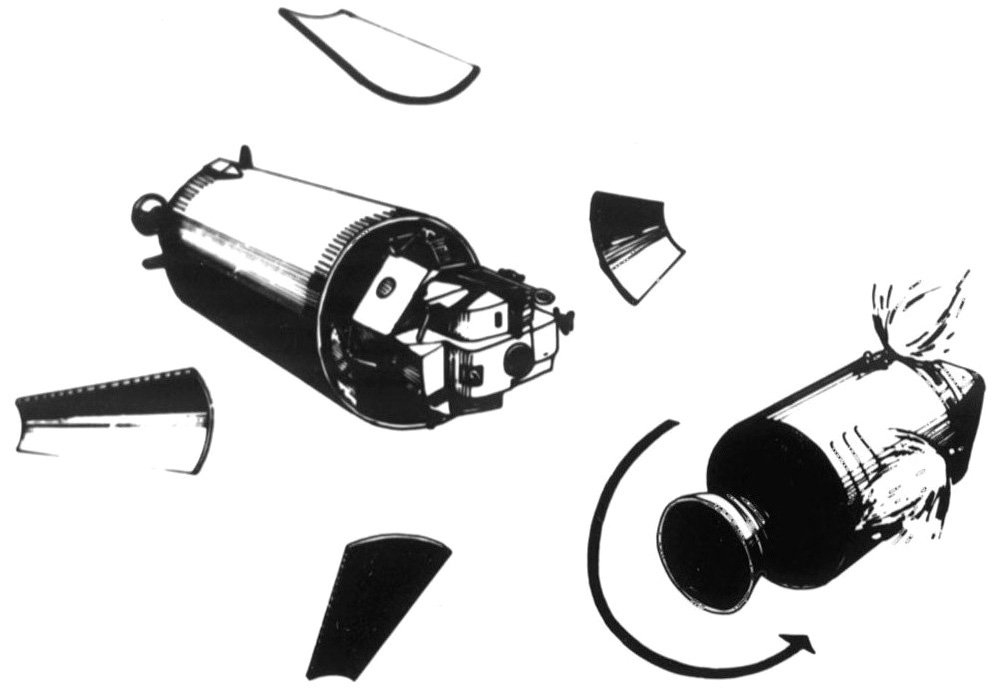
Az CSM leválik a hordozórakétárol, 180°-os fordulatot tesz, és csatlakozik a Lunar Module-hoz (Az Apollo 11 ábrája; NASA). A holdkomp még a hordozórakéta (S-IVB) tetején ül.

- Az űrhajósok túlélése szempontjából fokozott biztonsági kockázat az az időszak, amikor a mentőrakétát már leválasztották (Launch Escape System), kb. 3 és fél perccel a felszállás után, de a Holdkomp rögzítése még nem történt meg a parancsnoki kabinon. Felszállás közben ugyanis a Holdkomp fordított helyzetben van, talpával a rakéta utolsó fokozatára erősítve, a parancsnoki egység talpa alatt (a hővédő pajzs alatt), nem lehet rá átszállni. Ehhez tartozik az a manőver, amikor elválik a parancsnoki egység, 180°-os fordulatot tesz, és ekkor kapcsolódik rá a Holdkompra (a parancsnoknak meg kell nyomnia a CSM/LV Sep feliratú gombot). Ettől kezdve lehetséges csak az átjárót a két jármű között megnyitni. Ez a művelet már légüres térben zajlik, hogy a közegellenállás ne zavarja a Command-Service Modul finom mozgásait.

Lovell sokáig úgy gondolta a baleset után, hogy a legrosszabbkor történt a robbanás, ám az elemzések arra mutattak rá, hogy a lehető legszerencsésebb pillanatban történt az expedíció kulcsmozzanata. Ha előbb történt volna a robbanás, a Hold megkerülésének és a visszaút idejét már nem bírta volna ki a technika, a holdkomp készletei hamarabb fogytak volna ki, még jóval a leszállás előtt. Ha később történt volna a baj, például akkor, amikor az Apollo–13 már Hold körüli pályára állt, akkor a holdkomp hajtóanyaga nem lett volna elegendő visszaindítani a Földre az űrhajót. Vagy ha a holdkomp már leszállt volna a felszínre, jóformán felszállni sem lett volna értelme, mert a hajtóanyagon kívül még megfelelő hajtómű sem maradt volna. Így a vizsgálat arra jutott, hogy a robbanás szerencsés időpontban történt.

## Az expedíció utóélete

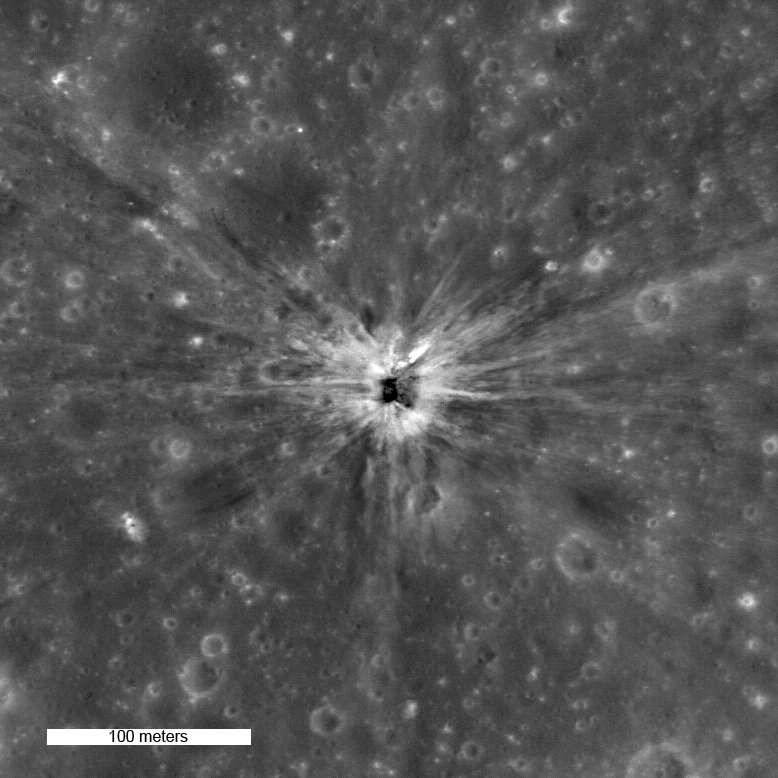
Az Apollo–13 holdrakétája utolsó fokozatának becsapódási nyoma a holdfelszínen a Lunar Reconnaissance Orbiter felvételén

Mivel az űrhajó nem tudott leszállni a Holdon, valamint a Hold megkerülése is a felszíntől távolabb történt, mint bármelyik előző – vagy későbbi – repülésen, ezért semmilyen fontosabb tudományos eredmény nem született. Egyedül a mentési folyamat sikerét lehetett rögzíteni. Épp ezért a NASA vezetése „sikeres kudarc” minősítéssel illette az expedíciót.
Lévén az Apollo-program politikai indíttatású, egy kudarc rettentő sokat tudott ártani neki, a közvélemény – és ezzel párhuzamosan a politikusok – támogatása lanyhulhatott. Tekintve, hogy a program fő célja (legyőzni a szovjeteket egy kiemelkedő űrteljesítménnyel) már teljesült az Apollo–11 sikerével, az Apollo–13 „majdnem katasztrófája” azt a kérdést vetette fel az egyszerű amerikaiakban: Miért küldünk életük kockáztatásával még mindig embereket a Holdra, ha már legyőztük az oroszokat? A közvélemény hangulatváltását pontosan megérezve a Nixon-kormányzat az Apollo lassú leépítése mellett döntött. Bár szó szerint soha ki nem mondatott, de elemzők szerint az Apollo–13 kudarca nagyban hozzájárult az Apollo-program nem sokkal későbbi megkurtításához. A következő évi költségvetési tárgyalások során (amelyek Lovellék leszállását követően zajlottak), Nixon elnök javaslatára a holdprogram gyors, visszafordíthatatlan lezárását határozták el. Törölték a két utolsó repülés pénzügyi kereteit és az űrhajórendszer gyártósorainak lezárását rendelték el.

### Távolsági rekord?
Felmerült a Hold orbitális pályájával hiányosan (vagy semennyire) tájékozott olvasókban, hogy esetleg a Hold megkerülése és a Hold felszíne feletti pár száz km-re való elrepülés miatt esetleg ez az űrhajó került a legmesszebbre a Földtől az Apollo küldetések közül. Ez téves elképzelés, mivel a pár száz km-es távolság teljesen jelentéktelen a Hold távolsága szempontjából, mivel az (közelítőleg) 360 000 és 405 000 km távolságok között ingadozik a Földhöz képest.
A tények azonban megcáfolják, hogy az Apollo–13 lett volna a legmesszebb lévő űrhajó a Földtől az Apollo küldetések közül.
A Hold távolsága a Földtől az Apollo–13 küldetése alatt, amikor megkerülte a Holdat, 1970. április 15-én 404 458 km.
Azonban az Apollo–10 küldetése idején, 1969. május 20.-án a Hold 405 747 km távolságra volt, ami 1289 km-rel több.
Tehát az Apollo küldetések közül az Apollo–10 volt a legtávolabb a Földtől.

### Ciánkapszula?
Egy újságíró vetette fel egy későbbi Lovell-interjú során, hogy egy olyan kudarc esetére, amelynek kizárólag az űrhajósok halála lehetett a végkimenetele – pl. egy hajtóműhiba akár a Hold körüli pályán, akár a holdfelszínen – az űrhajósok bizonyára vittek magukkal valamit, amivel kegyes öngyilkosságot követhettek volna el. A parancsnok mosolyogva fogadta a felvetést azzal, hogy életében nagyobb badarságot még nem hallott, ilyen esetre elegendő lett volna kinyitniuk a kabinajtót.

### Haise felépülése
Fred Haise a dehidratáció miatt – és nem másik űrhajóstól elkapott fertőzés okán – kapott húgyúti betegsége meglehetősen komoly volt. A teljes felépülése két hétnél is tovább tartott. Mindemellett a nyugodt lábadozás lehetősége nem adatott meg a holdkomp pilótájának, mert napi két injekció mellett inkább a repülés utáni vizsgálatban vett részt.

### Vontatási számla
A holdkomp gyártója, a Grumman repülőgépgyár az Apollo–13 hazatérésének másnapján elküldött egy 312 421,24 dollár értékű számlát a North American Aviationnek, a parancsnoki űrhajó gyártójának. A számla egy hecc volt, a siker feletti megkönnyebbülés megnyilvánulása. A számla fő tétele „Vontatási díj” volt (az első mérföldért 4 $, minden további megkezdett mérföldért 1 $ díjjal), amiért a holdkomp a meghibásodott parancsnoki hajót hazavontatta. Ezen kívül további díjakat is „felszámolt” a Grumman, olyanokat, mint „a már előre kifizetett, TV nélküli, de rádióval és légkondicionálással ellátott szobában elhelyezett további vendégért 8 $/éj (kijelentkezés legkésőbb pénteken délben), összesen 32 $”, vagy „helyszíni akkumulátortöltés 0,05 $/KWh, a megrendelő kábelével 4,05 $”. De a kibocsátó nagyvonalú üzleti partnernek mutatkozott, hisz 20%-os engedményt biztosított, valamint további 2% skonto engedményt, ha az ügyfél készpénzzel fizet. A North American nem tudott igazán frappáns választ adni a viccre, mindössze annyit válaszolt, hogy megvizsgáltatta a könyvvizsgálójukkal, és a számlát ezek alapján nem áll módjában befogadni, mivel a korábbi három repülésen ő sem kért díjat a holdkomp Holdhoz vontatásáért.

## Repülési adatok

### Az oxigéntank robbanása
- 1970. április 14., 03:08:53 UTC
  - 321 860 km-re a Földtől.

### A Hold megközelítése
- 1970. április 15., 00:21:00 UTC
  - 254,3 km-re a Hold felett;
  - 404 458 km-re a Földtől (de nem távolsági rekord)

## A történet feldolgozásai

### Irodalmi feldolgozások
James Lovell és Jeffrey Kluger: Lost Moon – The Perilous Voyages of Apollo–13 (Kárbaveszett Hold – Az Apollo–13 veszedelmes utazása). Az Apollo–13 parancsnoka, Jim Lovell 1994-ben, az első holdra szállás 25 éves évfordulóján jelentette meg memoárját, amelynek fő témája – Lovell más űrrepülései mellett – a balul sikerült holdutazásuk volt. Ez a könyv szolgált alapjául az egy évvel később a mozikba került Apolló 13 című filmnek. Később – a könyv újabb kiadásainál – a filmsiker okozta ismertség miatt a címet a filmével azonosra, a minimalista Apollo 13-ra változtatták. A könyv egy riportkönyv, amelyben Lovell tollba mondta élményeit Jeffrey Klugernek, a New York Times és a TIME újságírójának, aki olvasmányos formába rendezte azt.

### Filmfeldolgozások
A Jim Lovell és Jeffrey Kluger által írt Lost Moon – The Perilous Voyage of Apollo 13 című könyv alapján a megjelenést követő évben (1995-ben) – a repülés negyedszázados évfordulóján – Apolló 13 címmel mutatták be a mozikban Brian Grazer producer és Ron Howard rendező filmjét, amely az Apollo–13 repülését dolgozza fel az előkészületektől egészen a sikeres leszállásig. A felvételek során egyetlen eredeti felvételt sem használtak fel, helyette a lehető legélethűbben próbálták az egykori körülményeket modellezni, ami végül valóban rendkívül élethű filmet is eredményezett. Az űrbeli jelenetek valódi súlytalanságban, egy gyakorlásra használt repülőgép belsejében készültek, amely speciális parabolarepülésekkel állította elő kb. 25–25 másodpercnyi időtartamokra a lebegést. A film főszerepét, Jim Lovell karakterét Tom Hanks alakította, Fred Haise megszemélyesítője Bill Paxton volt, míg Jack Swigertet Kevin Bacon keltette életre. A film hatalmas sikert aratott, összesen kilenc Oscar-díjra jelölték, amelyből kettőt el is nyert.
Három évvel az Apolló 13 mozifilm után jelent meg a teljes Apollo-programot feldolgozó From the Earth to the Moon című tévésorozat (hazánkban A végtelen szerelmesei – Az Apollo–program címen vetítették) az HBO gondozásában. A filmsorozat alkotói Tom Hanks és Brian Grazer voltak, a forgatókönyv pedig főként Andrew Chaikin A Man on the Moon (Ember a Holdon) című könyve alapján készült. A sorozat egyes epizódjai az Apollo-repülések folyamát követi, és az egyes epizódok lazán kapcsolódnak egymáshoz, önálló alkotásként is megállnak. A sorozat nyolcadik része We Interrupt this program (Megszakítjuk adásunkat) címen – a magyar változat címe: Krízis égen és földön – dolgozta fel az Apollo–13 balesetét. Az epizód azonban nem az űrbeli eseményeket írta le újra – az alkotók véleménye szerint azt kevéssel korábban megtette a mozifilm –, hanem a repülést övező médiahisztériát. A sorozat Tom Hanks lelkesedésének köszönheti a létrejöttét; a színész annyira beleszeretett a témába a mozifilm forgatásakor, hogy valóságos Apollo-rajongóvá változott, és az ő ötlete volt a tévésorozat.

### Magyar irodalom
- Dancsó Béla: Holdséta, Novella Kiadó, 2004. ISBN 963-9442-24-0

### Külső hivatkozások

#### Magyar oldalak
- Űr-hajótörés: 35 éve repült az Apollo–13 (1. rész)
- Űr-hajótörés: 35 éve repült az Apollo–13 (2. rész)
- Űr-hajótörés: 35 éve repült az Apollo–13 (3. rész)
- Űr-hajótörés: 35 éve repült az Apollo–13 (4. rész)

#### Külföldi oldalak
- Az Apollo–13 hivatalos NASA weboldala Archiválva 2010. május 28-i dátummal a Wayback Machine-ben (angol nyelven)
- Eric M. Jones and Ken Glover: The Apollo Lunar Surface Journal: Apollo–13 – az egyik legteljesebb Apollo gyűjtemény eredeti rádióforgalmazással, magyarázatokkal (angol nyelven)
- Lunar and Planetary Institute – Apollo 13 Mission (angol nyelven)
- James A. Lovell: Apollo Expeditions to the Moon – "Houston, We've Had a Problem" Archiválva 2010. április 17-i dátummal a Wayback Machine-ben (angol nyelven)